# Ereigniskorrelierte Potentiale
Als ereigniskorrelierte Potentiale oder ereignisbezogene Potentiale (EKP, englisch: event-related potentials, ERP) werden Wellenformen im Elektroenzephalogramm (EEG) bezeichnet, die mit einem beobachtbaren Ereignis zusammenhängen. Ein solches Ereignis kann ein Sinnesreiz sein, der auf die Versuchsperson einwirkt, oder eine Bewegung der Versuchsperson. Daher kann man zwischen reiz- und bewegungsbezogenen EKPs unterscheiden. Um den Zusammenhang zwischen Ereignis und Potential zu erkennen, muss das Ereignis viele Male wiederholt werden und das EEG bei jeder Wiederholung mit dem gleichen Zeitbezug zum Ereignis gemessen werden.
Ist das Ereignis der immer gleiche Reiz ohne weitere Instruktion an die Testperson, dann haben ihre EKPs nur wahrnehmungsbezogene Komponenten und man spricht von evozierten Potentialen. Man kann jedoch verschiedene Ereignisse verwenden und von diesen nur manche beachten lassen oder auf nur manche reagieren lassen, sodass sich die Verarbeitung dieser Ereignisse in Prozessen der Aufmerksamkeitszuwendung, Entdeckung von Irregularitäten, Bewusstheit der Wahrnehmung, Entscheidung, Erwartung, Bewegungsvorbereitung unterscheiden kann. Mit den EKPs lassen sich neurophysiologische Korrelate dieser kognitiven Prozesse messen. Erforschung von EKPs ist daher Teil der kognitiven Neurowissenschaft.
EKPs geben präzise Auskunft darüber, wann Gebiete der Hirnrinde aktiviert werden, aber nur unpräzise darüber, welche Gebiete dies sind. Insofern sind sie komplementär zur funktionellen Kernspintomografie, welche die Aktivierung von Hirnarealen sehr gut räumlich, aber nur unpräzise zeitlich messen kann. Vorteile der EKP-Methodik sind die relativ niedrigen Kosten und die Nicht-Invasivität der Messung, da lediglich Mess-Elektroden an die Kopfhaut geklebt werden.

Schematische Darstellung des Verlaufs ereigniskorrelierter Potentiale bei Aufnahme und Verarbeitung eines visuellen oder auditiven Reizes (vgl. Birbaumer & Schmidt, 2006, S. 481)

## Methodik
Um die EKPs, die häufig klein relativ zum Spontan-EEG sind, überhaupt sichtbar zu machen, muss das Ereignis viele Male wiederholt werden und das EEG bei jeder Wiederholung mit gleichem Zeitbezug zum Ereignis gemessen werden. Das EEG wird dann üblicherweise über diese Wiederholungen gemittelt. Die ereignisunabhängigen Anteile des EEG (das Spontan-EEG, Rauschen) mitteln sich dabei heraus und die ereignisabhängige Wellenform zeigt sich. Darüber hinaus werden komplexere Methoden der Signalanalyse entwickelt, mit denen sich z. B. Veränderungen in den Schwingungsstärken (Zeit-Frequenz-Analyse, Wavelet-Analyse), in der Synchronisation oder in der Kohärenz über die Einzelmessungen nachweisen lassen.
EKPs werden üblicherweise mit vielen Elektroden, häufig 32 oder 64, gleichzeitig gemessen, die über die Kopfhaut verteilt aufgesetzt werden. Aus physiologischen und physikalischen Gründen kann fast nur Aktivität der Hirnrinde direkt gemessen werden, nur in Ausnahmefällen von tiefergelegenen Zentren wie Thalamus, Hippocampus, Basalganglien oder vom Kleinhirn. Auch dieser messbare Anteil aus der Hirnrinde wird auf seinem Übertragungsweg an die äußere Kopfhaut abgeschwächt und räumlich unscharf. Elektrische Spannung kann nur zwischen zwei Punkten gemessen werden; daher benötigt die Messung von den Kopfhautelektroden einen Bezugspunkt. Dieser wird häufig durch Elektroden an den Ohren oder an der Nase gebildet, oder wird zu jedem Zeitpunkt neu als der Mittelwert aller Elektroden zu diesem Zeitpunkt definiert. Die so an der Kopfhaut gemessenen Spannungen betragen wenige Mikrovolt und müssen daher stets auf störende, nicht im Hirn entstandene Spannungen geprüft werden; die wichtigste Quelle solcher Störspannungen bei ansonsten ruhig sitzenden Versuchsteilnehmern sind Blinzeln und Augenbewegungen. Beschränkung auf Aktivität der Hirnrinde, räumliche Unschärfe, Abhängigkeit von der Wahl der Referenz und generell die Messung von außen (anstatt invasiv direkt aus dem Gehirn, wie bei Tierversuchen oder bei Patienten mit aus medizinischen Gründen implantierten Elektroden möglich) sind die methodischen Gründe, warum EKPs zwar präzise Auskunft darüber geben, wann Gebiete der Hirnrinde aktiviert werden, aber nur unpräzise darüber, welche Gebiete dies sind.
EKPs lassen sich nicht nur über das EEG, sondern auch über die Magnetoenzephalographie (MEG) gewinnen (da gemäß der Daumenregel jedes elektrische Feld ein Magnetfeld hat); die Messung ist wesentlich aufwendiger, hat aber nicht das Problem der räumlichen Unschärfe der Übertragung von Hirnrinde zu Kopfhaut.

## Anwendung
Anwendungen von EKPs finden sich in der Psychophysik und in den Kognitionswissenschaften.
In die öffentliche Diskussion ist insbesondere die Bedeutung des Bereitschaftspotentials beim Libet-Experiment gelangt, unter der Fragestellung, ob unser Gehirn unseren freien Willen determiniert.
In der Psycholinguistik untersucht man EKPs, die von Schwierigkeiten beim Verständnis von Sätzen begleitet werden: So tritt die N400 (eine Spannungsschwankung negativer Polarität 0,4 Sekunden nach einem kritischen Wort) bei semantischen Verarbeitungsproblemen auf, z. B. wenn man das Wort „Beton“ in dem Satz „Hanna trinkt ein Glas Beton“ hört oder liest. Die P600 ist eine Positivierung im EEG, die 0,6 Sekunden nach einem kritischen Wort auftritt und von syntaktischen Verarbeitungsschwierigkeiten zeugt, wie sie z. B. der Satz „Hans glaubt, dass der Entdecker von Amerika erzählte“ hervorruft, wenn wir „der Entdecker von Amerika“ mit „Kolumbus“ gleichsetzen und dessen Erzählung erwarten.
In der Klinischen Psychologie, der Psychiatrie und Neurologie wird Forschung mit EKPs zum Verständnis der krankheitsbedingten Fehlfunktionen angewendet. Beispielsweise wurde bei schizophren erkrankten Menschen eine Abweichung der N400 festgestellt, welche die Hypothese der erleichterten Bahnung im semantischen Netzwerk bei schizophren Erkrankten stützt.

## EKP-Komponenten
EKPs bestehen aus mehreren Komponenten, beschreibbar durch ihre Polarität (negative oder positive Spannung), den Ort ihrer maximalen Amplitude auf der Kopfhaut und den Zeitpunkt dieser Gipfelamplitude relativ zum Ereignis (entweder in Millisekunden oder in zeitlicher Rangposition). Beispielsweise bezeichnet okzipitale N130 einen negativen Gipfel mit Maximum am Hinterkopf bei 130 ms nach Reizbeginn. Dies ist die zu erwartende erste negative Komponente auf einen visuellen Reiz (der visuelle Cortex liegt am Hinterkopf) und wird daher (als „erste negative“ Komponente) auch N1 oder visuelle N1 genannt.

### Entstehung
Zur Erklärung der Entstehung von EEG-Komponenten gibt es verschiedene konkurrierende Ansätze. Beim Phase-Reset-Model wird davon ausgegangen, dass ein EKP dann messbar ist, wenn sich die fortlaufenden neuronalen Oszillationen durch eine externe Stimulation desynchronisieren. Demnach wird zum Zeitpunkt der Stimulation die Phase der Schwingung zurückgesetzt. Die Reorganisation der vorliegenden Schwingungsmuster wird als EKP sichtbar gemacht. Diesem Konzept entgegen steht das Additive-Power-Model. Hierbei wird von neuralen Aktivitätsmustern ausgegangen, welche unabhängig vom fortlaufenden EEG, durch eine externe Stimulation hervorgerufen werden. Das entstehende Signal überlagert das Hintergrund-EEG und wird als Komponente im EKP sichtbar. Es scheint wahrscheinlich, dass es sich bei der Generation von EKPs um eine Kombination beider Entstehungsmechanismen handelt. Frühe EKPs (< 300 ms) sind eher einem Phasen-Reset zuzuschreiben und bei späten Komponenten spiegeln vom Hintergrund-EEG unabhängige Prozesse wider.

### Übersicht
Wenn nicht anders angegeben, beziehen sich die Zeitfenster-Werte in Millisekunden jeweils auf den Zeitpunkt der Präsentation des Stimulus.
| Name                                  | Zeitfenster (ms)                                                                      | Maximum auf Kopfhaut                                                         | Beschreibung |
| ------------------------------------- | ------------------------------------------------------------------------------------- | ---------------------------------------------------------------------------- | --- |
| Positive Polarität                    |                                                                                       |                                                                              | |
| P50                                   | 40–75                                                                                 | zentral                                                                      | Tritt bei der Wahrnehmung akustischer Stimuli auf. Repräsentiert sensorisches Gating. |
| Vertex Positive Potential (VPP)       | 130–200                                                                               | zentral                                                                      | Tritt spezifisch bei der Betrachtung von Gesichtern auf. Mit hoher Wahrscheinlichkeit ist dies der positive Pol der wohl im Gyrus fusiformis und anderen temporalen Gyri generierten N170. |
| P200 / P2                             | 150–250                                                                               | zentro-frontal und parieto-okkzipital                                        | Tritt bei der Verarbeitung visueller Stimuli auf (moduliert durch Aufmerksamkeit) |
| P3a                                   | 250–400                                                                               | fronto-zentral Mitte                                                         | Wird von unerwarteten, neuen, aufmerksamkeitsbindenden Reizen ausgelöst und könnte mit der Orientierungsreaktion zusammenhängen. |
| P300 / P3b / P3                       | 300–600                                                                               | zentro-parietal Mitte                                                        | Tritt bei aufgabenrelevanten Reizen auf – je größer, desto seltener treten die Reize auf. |
| P600                                  | 400–800                                                                               | zentro-parietal Mitte                                                        | Sprachbezogene Komponente beim Lesen oder Hören von Wörtern, die grammatikalisch fehlerhaft oder sonst wie schwer verständlich sind. |
| Error Positivity / Pe                 | 200–500 ms nach Bewegung                                                              | zentro-parietal Mitte                                                        | Tritt nach bewusst bemerkten Fehlhandlungen auf. |
| Negative Polarität                    |                                                                                       |                                                                              | |
| N100 / N130 / N1                      | 80–150                                                                                | auditiv: zentral und temporal; visuell: okzipital; somatosensorisch: zentral | Die N1 tritt bei zeitlich klar abgegrenzten Reizen auf. Ihre Auftretenszeit und Kopfhautverteilung ist spezifisch für die Sinnesmodalität. Sie wird z. B. durch die Stärke und das Interstimulus-Intervall eines Reizes moduliert.                                                                        |
| N170                                  | 130–200                                                                               | temporo-okzipital rechts                                                     | Tritt bei der Verarbeitung von Gesichtern auf. |
| Early Left Anterior Negativity (ELAN) | < 200                                                                                 | frontal links                                                                | Tritt bei der Verarbeitung eines Bruches in der Satzstruktur oder Wortkategorie auf. |
| N200 / N2 / MMN                       | 100–350                                                                               | i. a. fronto-zentral Mitte                                                   | Ausdruck der Wahrnehmung eines abweichenden Reizes und u. U. von Verhaltenshemmung. Eine spezielle Subkomponente ist die Mismatch Negativity. |
| N2pc                                  | 200–300                                                                               | temporo-okzipital kontralateral zum Reiz                                     | Zeigt Zeitpunkt und Ausmaß der Selektion eines von mehreren visuellen Reizen an (pc = posterior contralateral). |
| N250                                  | 250–500                                                                               | inferio-temporal                                                             | Verarbeitung der Identität eines Gesichtes. |
| N400                                  | 250–500                                                                               | fronto-zentral Mitte oder zentro-parietal Mitte                              | Wird durch bedeutungsvolle Reize (wie z. B. Wörter, Symbole etc.) ausgelöst. Stellt ein Maß der semantischen Integration in zuvor wahrgenommene kontextuelle Informationen. |
| Heartbeat Evoked Potential (HEP)      | 250–400                                                                               | fronto-zentral Mitte                                                         | Tritt nach der R-Zacke im Elektrokardiogramm unabhängig vom Herzschlagartefakt auf. Repräsentiert Interozeption des eigenen Herzschlages. |
| Reorienting Negativity (RON)          | 400–600                                                                               | fronto-zentral Mitte                                                         | Spiegelt die Rückwendung der Aufmerksamkeit zur Aufgabe nach Ablenkung in einem Oddball-Experiment wider. |
| Contingent Negative Variation (CNV)   | langsam ansteigend                                                                    | zentral Mitte, mit Betonung kontralateral zur Hand                           | Tritt in Erwartung eines Zielreizes nach einem Hinweisreiz auf. |
| Stimulus-Preceding Negativity (SPN)   | langsam ansteigend                                                                    | fronto-zentral Mitte, rechtshemisphärisch betont                             | Tritt in Erwartung eines informationshaltigen Stimulus auf. |
| Bereitschaftspotential                | langsam ansteigend, > 1 s vor Bewegung                                                | zentral Mitte, mit Betonung kontralateral zur Hand                           | Tritt in Vorbereitung einer willkürlichen Aktion auf. |
| Lateralized Readiness Potential (LRP) | ab 200 ms vor Bewegung                                                                | zentral kontralateral zur Hand                                               | Zeigt in Aufgaben, bei denen auf einen Reiz rechts, auf den anderen links reagiert werden soll, den Zeitpunkt der Entscheidung für die rechte oder linke Hand an. Die LRP hat mit dem Bereitschaftspotential die motorische Asymmetrie gemeinsam, nicht jedoch dessen vorherrschende langsame Komponente. |
| Error Negativity / ERN / Ne           | 0–100 ms nach Bewegung                                                                | fronto-zentral Mitte                                                         | Tritt bei Fehlhandlungen auf und spiegelt den Konflikt zwischen Handlung und Handlungsplan wider. |
| Contralateral Delay Activity (CDA)    | während des Aufrechterhaltens eines Gedächtnisinhaltes im visuellen Arbeitsgedächtnis | parieto-okkzipital (PO7/PO8)                                                 | Eine negative Verschiebung des EEG während ein Inhalt im visuellen Arbeitsgedächtnis aktiv gehalten wird. Abhängig von der Präsentationsseite des Stimulus wird das CDA als Unterschied der Signale von contralateraler minus ipsilateraler Seite dargestellt.                                            |

### MMN
Die sog. Mismatch Negativity (MMN) tritt ca. 100–350 ms nach einem akustischen Reiz auf, der von der Regel der vorigen Reizreihe abweicht. Ein solcher Reiz ist im einfachsten Fall ein Ton, der in Frequenz, Dauer, Ort oder Intensität von vorher gleichartigen Stimuli abweicht, kann aber auch z. B. eine Tonwiederholung nach mehrfachen Alternierungen sein oder ein falscher Ton in einer gut bekannten Melodie. Ableitung der MMN setzt keine aktive Mitarbeit der Probanden voraus; sie ist also Ausdruck einer automatischen Reaktion. Erstmals beschrieben wurden sie von Näätänen und Kollegen 1978. Eine MMN auf visuelle Reize ist ebenfalls nachgewiesen.
Für die auditorische Modalität tritt die MMN am prominentesten an fronto-zentralen Elektroden auf und weist eine leichte rechtshemisphärische Dominanz auf. Dipolanalysen und konvergierende Forschungsergebnisse mittels bildgebender Verfahren zeigen einen supratemporalen Generator und legen eine zweite, präfrontale Quelle nahe.
Näätänen nahm zunächst an, dass die MMN Ausdruck eines prä-attentiven Prozesses sei, der fortwährend die invariante akustische Umwelt erfasse und bei abweichenden Stimuli Ressourcen zur Verfügung stelle, damit dem betreffenden Stimulus Aufmerksamkeit zugewendet werden könnte. Eine alternative und ergänzende Hypothese besagt, dass die MMN Ausdruck der Aktualisierung der Regel sei, die sich im Hörsystem aufgrund der bisherigen Regelmäßigkeit herausgebildet hat. Aus dieser Hypothese ergaben sich Querverbindungen zu Fristons Annahme des „predictive coding“, wonach das Gehirn ein vorhersagendes Organ sei und EKPs den Abgleich dieser Vorhersagen mit der äußeren Stimulation widerspiegeln.
Vorhandensein einer MMN bei Patienten im Koma ist ein günstiges Zeichen – selbstverständlich nur im Rahmen von Wahrscheinlichkeiten – dafür, dass diese Patienten wieder aus dem Koma erwachen werden. Bei gesunden Personen lässt sich mit der MMN auch der aktuelle Stand der Sprachkompetenz messen; z. B. haben japanische Personen reduzierte MMN auf die Unterscheidung zwischen dem englischen L und R, und englischsprachige US-Amerikaner haben reduzierte MMN auf die in Mandarin wichtigen Unterschiede der Tonhöhenänderung.

### P300
Sobald dargebotene Reize mit einer Aufgabe verknüpft und dadurch relevant werden, lösen sie eine P300 aus; zum Beispiel, in den beiden Erstbeschreibungen der P300 1965: wenn vor dem Reiz geraten werden musste, welcher von zwei Reizen kommen würde (Sutton et al.), oder wenn auf einen von zwei Reizen, die in Zufallsfolge kommen, reagiert werden sollte (Desmedt et al.). Die P300 wird mit abnehmender Häufigkeit des seltenen Reizes größer (sog. Oddball-Effekt).
Die P300 besteht im Allgemeinen aus zwei verschiedenen Komponenten, die sich überlagern können: aus der P3a und der P3b. Die P3a, mit größter Amplitude fronto-zentral an der Scheitellinie, kann von seltenen Reizen ausgelöst werden, die eigentlich ignoriert werden sollen; vermutlich ist dies Ausdruck einer Orientierungsreaktion. Ähnliche P3a-artige Potentiale werden von neuartigen, in der Aufgabe undefinierten Reizen ausgelöst (novelty P3) und von seltenen Reizen, auf die man ausdrücklich nicht reagieren soll (no-go P3). Die „eigentliche“ P300 ist die P3b, mit größter Amplitude zentro-parietal an der Scheitellinie; sie ist für die Aufgabenrelevanz der Reize empfindlich. Der Name P300 ist etwas ungenau, da der Gipfel der P300 bei visuellen Reizen in der Regel später als bei 300 ms liegt – bei einfachen Aufgaben bei jungen Erwachsenen bei ca. 350 ms, sonst noch später. Deshalb wird in der Literatur dafür plädiert, anstelle der Bezeichnung P300 schlichtweg P3 als den dritten positiven Ausschlag nach Stimuluspräsentation zu nutzen.
Die an der Kopfhaut gemessene P3b wird im Wesentlichen durch Aktivitäten im parietalen und temporalen Kortex produziert, mit einer Schlüsselrolle für das Gebiet des temporo-parietalen Übergangs. Interessanterweise findet sich auch P3b-artige Aktivität im für das Gedächtnis wichtigen Hippocampus (in EEG-Ableitungen direkt aus dem Gehirn bei Patienten mit schwerer Epilepsie, zur Entscheidung über eine Operation), allerdings eher später als die an der Kopfhaut messbare P3b, daher offenbar nicht diese generierend.
Es bestehen verschiedene Meinungen darüber, welchen psychischen Prozess die P3b widerspiegelt (neuere Übersicht:). Diese verschiedenen Hypothesen lassen sich nach Donchin in strategische und taktische Hypothesen unterteilen. Taktisch meint hierbei, dass der P3b-Prozess dafür da ist, um die Reaktion auf den gegenwärtigen Reiz zu organisieren; strategische Hypothesen nehmen dagegen an, dass der P3b-Prozess für eine reaktionsunabhängige Funktion steht. In diesem strategischen Sinne hält Donchins einflussreiche Context Updating- (Kontextaktualisierungs-)Hypothese die P3b für den Ausdruck einer Neubewertung der Situation aufgrund neuer Evidenz. Andere strategische Hypothesen sind Closure (Abschluss), wonach die P3b den Abschluss einer kognitiven Epoche ausdrückt, und Dehaenes global workspace – Hypothese, wonach die P3b Ausdruck der Bewusstwerdung des Ereignisses durch Zusammenschalten kortikaler Areale ist. Taktische Hypothesen der P3b haben in den letzten Jahren etwas an Einfluss gewonnen, da gezeigt werden konnte, dass die P3b mindestens ebenso eng zeitlich an die Reaktion gekoppelt ist wie an den auslösenden Reiz, der zugrundeliegende Prozess also eine Art Mittlerfunktion ausüben und daher Entscheidungsprozesse widerspiegeln könnte (u. a.).
Anwendungen der P300 ergeben sich aus ihrer Eigenschaft als relativ große, daher relativ leicht messbare EKP-Komponente, die den Grad von Relevanz eines Ereignisses für die jeweilige Person widerspiegelt. Zeigt man einer Person eine Reihe von Wörtern, von denen manche mit einer Missetat zusammenhängen, die der Person genauer bekannt ist, so sollte sich dieses Täterwissen in der Größe der speziell durch diese Wörter ausgelösten P300 niederschlagen. Aufgrund dieser Logik wurden in den USA P300-Lügendetektoren entwickelt. Der gleichen Logik bedienen sich Brain-Computer-Interfaces für bewegungsunfähige Patienten, die sich anders nicht mehr der Außenwelt mitteilen können; hier suchen die Patienten mittels der P300 aus einer Serie von Buchstaben denjenigen heraus, den sie als Nächstes in eine Tastatur eintippen würden, wenn sie sich bewegen könnten, und können so im Erfolgsfall SMS-artige Botschaften an ihre Bezugspersonen schreiben.

### Zu MMN
- Escera, C. (2007): The mismatch negativity 30 years later: How far have we come? [Editorial]. Journal of Psychophysiology, 21(3-4), S. 129–132. doi:10.1027/0269-8803.21.34.129.
- Grent-'T-Jong, T. und Uhlhaas, P. J. (2020): The many facets of mismatch negativity. Biological Psychiatry, 87(8), S. 695–696. doi:10.1016/j.biopsych.2020.01.022.
- Winkler, I. (2007): Interpreting the mismatch negativity. Journal of Psychophysiology, 21(3-4), S. 147–163. doi:10.1027/0269-8803.21.34.147.